# Den Treek-Henschoten
Den Treek-Henschoten is een landgoed behorende tot de Nederlandse gemeenten Leusden, Woudenberg en Utrechtse Heuvelrug, in de provincie Utrecht.
Het landgoed van bijna 2000 hectare is geheel in particuliere handen en ligt op de overgang van de Utrechtse Heuvelrug naar de Gelderse Vallei. Het landgoed bestaat voornamelijk uit bos met aan de oostelijke rand weilanden en akkers. Verspreid in het bos liggen ook nog landbouwgronden ('t Waswater, Droogmakerij, nu uitgegraven tot Het Vogelwater), heidevelden (Treekerpunt), zandverstuivingen (Hazencasino, Kelderbosch, De Ringheuvels) en vennen (Hazenwater, Langeveen, Veenplas).
Op het landgoed bevinden zich ook de recreatieplas het Henschotermeer en de Pyramide van Austerlitz.
Het landgoed wordt doorsneden door de N224 en de N227. In de volksmond wordt de kruising van de Zeisterweg en de Doornseweg 'Quatre Bras' genoemd. Door de aanleg van de A28 in 1986 werd de noordwestelijke punt van het landgoed afgesneden. In dit gebied, waar zich de voormalige eng van Leusden bevond, bevinden zich het voormalige Kamp Amersfoort en de golfbaan van Golfclub De Hoge Kleij.
Het Treekerpunt is een heuvelachtig terrein van ongeveer 20 hectare dat is ingericht voor dagrecreatie. Het gebied bestaat uit een groot heideveld, bos en een oude zandverstuiving. Tot 1840 liep de Wijkerweg, als verbinding tussen Amersfoort en Wijk bij Duurstede als een karrenspoor over het huidige recreatiegebied. In dit gebied bevinden zich enkele grafheuvels uit de Bronstijd.
Ten zuiden van de A12 bevinden zich Het Heihuis, welk gebied sinds december 2012 tot Den Treek-Henschoten behoort.

## Geschiedenis
De benaming Den Treek-Henschoten komt voort uit het samengaan van twee landgoederen in 1935. Landgoed Den Treek was oorspronkelijk eigendom van de familie De Beaufort en landgoed Henschoten van de familie van Asch van Wijck. Beide landgoederen zijn sindsdien onder gezamenlijk beheer. Aan de oostelijke rand bleef grondgebonden landbouw bestaan, maar de rest van het landgoed werd ingericht als een bosbedrijf, met rechte kavels en een geheel nieuwe wegen- en padenstructuur.
In het geval van Henschoten gaat de oudste schriftelijke bron terug tot de oorkonde uit de tijd van Karel de Grote (777). “Hengestcoten” (op z'n latijn geschreven als: Hengistcoto) was een 'foreest': een gebied waar gejaagd werd, dat bestond uit bossen, bouwland, weiden en heiden. Ook Hengestcoten werd - net als het grootste deel van de villa Lisiduna - door de landsheer geschonken aan de Sint-Maartenskerk van Utrecht, en viel dus vanaf dat moment onder de jurisdictie van de bisschop van Utrecht. Het gebied van Hengestcoten reikte in het noorden ongeveer tot Bachevorde (het tegenwoordige Bavoort) en in het zuiden tot Ruvoorde (waarschijnlijk nabij Rumelaar, ten zuidoosten van Woudenberg). Dit waren twee doorwaadbare plaatsen (voorden) in de Lunterse beek.
Het zuidelijke deel van het oorspronkelijke foreest Hengestcoten werd later de marke van Maarn, het noordelijke werd de marke van de 26 hoeven van de Leusderberg. Henschoten zelf bleef over in het midden, met “rechtgetrokken limieten, een begrenzing, die sterk de indruk maakt van uit gemeen overleg te zijn voortgekomen.”
De zoon van Willem Hendrik de Beaufort, Arnoud Jan (1799-1866) trouwde met Anna Aleida Stoop. Via haar kwamen veel bezittingen in de omgeving van Zeist en Austerlitz in de familie. De tweede zoon van Arnoud Jan, de latere burgemeester van Woudenberg Johannes Bernardus (1847-1924) trouwde met een telg uit het geslacht van Asch van Wijk, jkvr. Cornelia Maria (1849-1915). Via haar kwam het gehele landgoed Henschoten in het bezit van de familie de Beaufort.
In 1919 werd het landgoed Den Treek ondergebracht in een N.V. Het landhuis met zes hectare omliggende grond bleef hier echter buiten, en heeft sindsdien andere eigenaren gehad.
Op 11 mei 1925 werd 'De Woudenbergsche Bosch- en Landexploitatie Maatschappij Landgoed Henschoten' opgericht (kortweg: de N.V. Henschoten).
In 1935 kreeg Den Treek met de aanschaf van het Treekermeer aansluiting met het landgoed Henschoten. Om toekomstige versnippering tegen te gaan werd op 29 juli 1935 de N.V. Den Treek holding-company van de N.V. Henschoten. In 1941 kwam een volledige fusie tot stand. Op 18 november 1961 werd besloten om de naam 'Henschoten' te laten voortleven door de naam van de N.V. Den Treek te veranderen in 'Landgoed Den Treek-Henschoten N.V.'.
Op 22 maart 1973 werd het landgoed ondergebracht in een besloten vennootschap, 'Landgoed Den Treek-Henschoten B.V.'. Het doel van de nieuwe vennootschap werd omschreven als “de instandhouding van de familiegoederen Den Treek en Henschoten met hun landerijen en opstallen, hun bossen, beplantingen en woeste gronden, hun wegen en wateringen, met bijzondere zorg voor het behoud en de ontwikkeling van het aan die landgoederen eigen natuur- en landschapsschoon en hun recreatieve waarden alsmede voor het behoud en herstel van de naar hun aard op de landgoederen thuishorende flora en fauna.”

## Recreatie en natuur
Tegenwoordig krijgt recreatie in de vorm van wandelen, fietsen en paardrijden steeds meer aandacht en ruimte, evenals natuurbehoud en het ontwikkelen van nieuwe natuur. In 2007 werd in het kader van het heideherstel ten noorden van het recreatieterrein Treekerpunt 30 hectare productiebos gekapt om plaats te maken voor heide. In 2009 werd de nieuw aangelegde heide aan de oostkant van de Doornseweg door het ecoduct Treeker Wissel verbonden met de Leusderheide aan de westkant van de provinciale weg.

### Wolven
Nadat zich op 6 juli en 16 juli 2024 incidenten voordeden tussen mensen en wolven werd door de gemeente Leusden op 18 juli 2024 een noodverordening afgegeven waarmee de toegang tot het landgoed verboden werd. Op 2 september 2024 verliep de verordening en werd het landgoed weer vrijgegeven.

## 13.000 jaar oude dennen
In 2016 werden op het landgoed tijdens uitgraving van de Droogmakerij tot het huidige Vogelwater 160 resten gevonden van een 13.000 jaar oud dennenbos uit de overgangsperiode van het Allerød-interstadiaal naar het Jonge Dryas.